# Tortula leucochlora
Tortula leucochlora är en bladmossart som beskrevs av Brotherus 1906. Tortula leucochlora ingår i släktet tussmossor, och familjen Pottiaceae. Inga underarter finns listade i Catalogue of Life.